# Ergavia morbida
Ergavia morbida là một loài bướm đêm trong họ Geometridae.